# یاس‌بنفش در بهار
یاس‌بنفش در بهار (به انگلیسی: Lilacs in the Spring) یک فیلم موزیکال بریتانیایی محصول سال ۱۹۵۴ با بازی آنا نیگل و ارول فلین است. این اولین فیلم سینمایی شان کانری (که هنوز ناشناخته بود) است.